# Xã Franklin, Quận Izard, Arkansas
Xã Franklin (tiếng Anh: Franklin Township) là một xã thuộc quận Izard, tiểu bang Arkansas, Hoa Kỳ. Năm 2010, dân số của xã này là 393 người.